# Delfinina
La delfinina es un alcaloide diterpenoide tóxico que se encuentra en los géneros de plantas de Delphinium ( espuela de caballero ) y Atragene, en la familia Ranunculaceae. La delfinina es el principal alcaloide que se encuentra en las semillas de Delphinium staphisagria - bajo el nombre stavesacre, un tratamiento a base de hierbas muy bien conocido para los piojos. Está relacionado en estructura y tiene efectos similares a la aconitina, que actúa como un modulador alostérico de los canales de sodio dependientes de voltaje, y que produce hipotensión, bradicardia y arritmia cardiaca. Estos efectos hacen que sea altamente venenoso ( DL50 1,5-3,0 mg / kg en conejos y perros; las ranas son ~ 10 veces más susceptibles), pero en dosis muy pequeñas aún tiene algunos usos en la medicina herbal.

## Aislamiento
Uno de los primeros informes de la aislamiento de la delfinina, de D. staphisagria , fue el de los químicos franceses Lassaigne y Feneulle, en 1819. Un informe menos antiguo y más accesible es el del químico USDA L.N. Markwood, que también examinó antes brevemente el trabajo de aislamiento. Cabe destacar que estos principios de aislamientos se llevaron a cabo sin la ayuda de la cromatografía , ya que la delfinina cristaliza fácilmente a partir de un extracto de éter de petróleo después del ácido-base típico usado en los métodos de extracción tradicional de alcaloides de plantas.